# Otto Feldt
Otto Natanel Feldt, född den 4 juli 1899 i Norra Råda församling i Värmland, död  1 september 1988 i Karlstad, var en svensk stadsbyggmästare och arkitekt.

## Biografi
Otto Feldt var son till byggmästaren P. J. Feldt och Anna Borgström. Familjen emigrerade till USA 1905, men återkom 1915 efter avslutad skolgång. Vid hemkomsten praktiserade Feldt hos byggmästarbröderna Wästlund i Karlstad 1916—1918. Han genomgick Byggnadsyrkesskolan vid Tekniska skolan i Stockholm 1918—1919 och återanställdes som ritare och tekniker hos Bröderna Wästlund 1919—1931.
Från 1931 var han stadsbyggmästare och fastighetsförvaltare för Karlstads stad. Feldt har upprättat ritningarna till ett stort antal byggnader i staden. Han var även kyrkvärd i Betlehemskyrkan och sekreterare i dess sångförening.
Otto Feldt var gift med Wera Svensson, och far till arkitekten Janne Feldt.

## Bilder

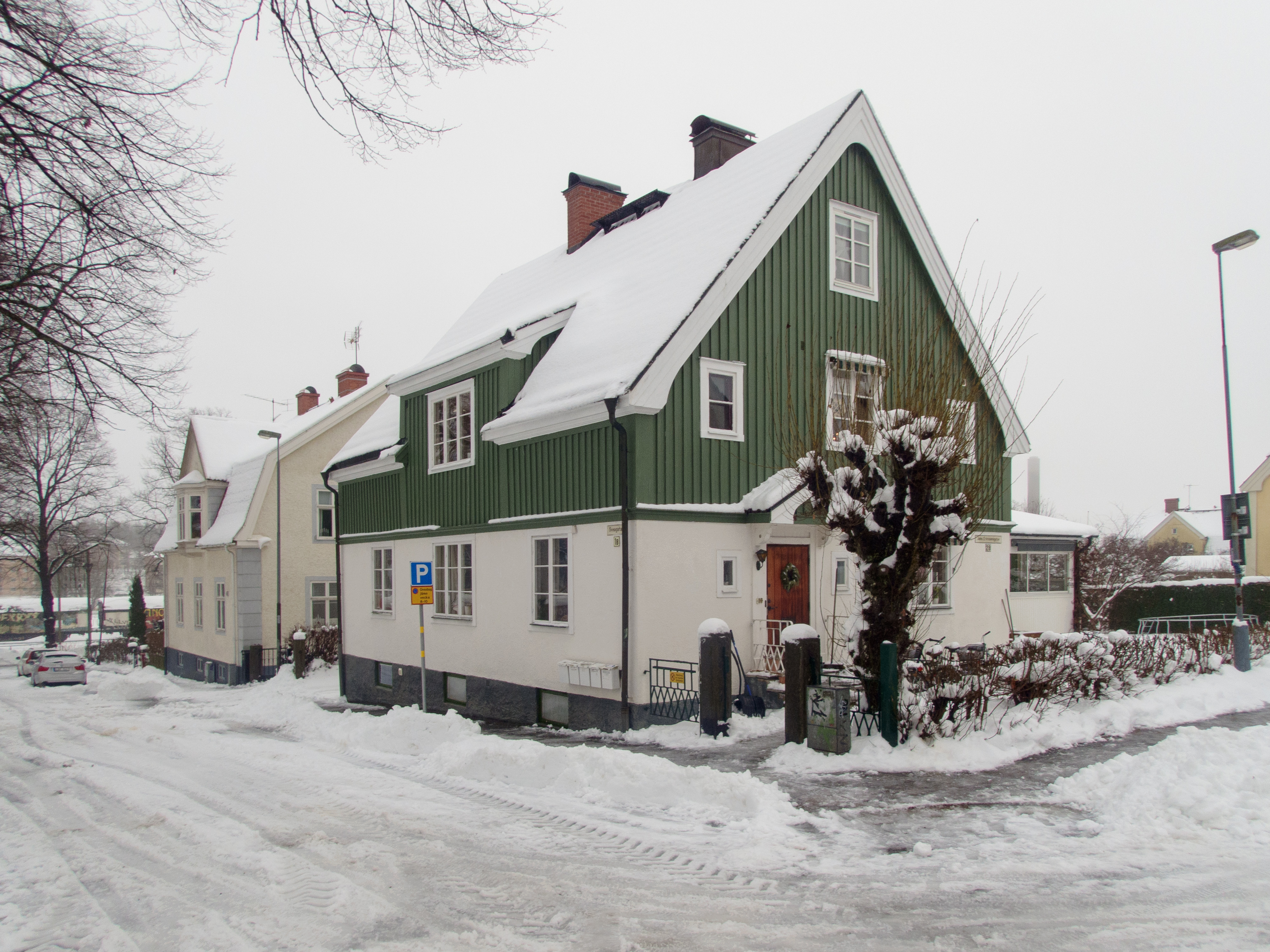
Kärven 5 (1922)
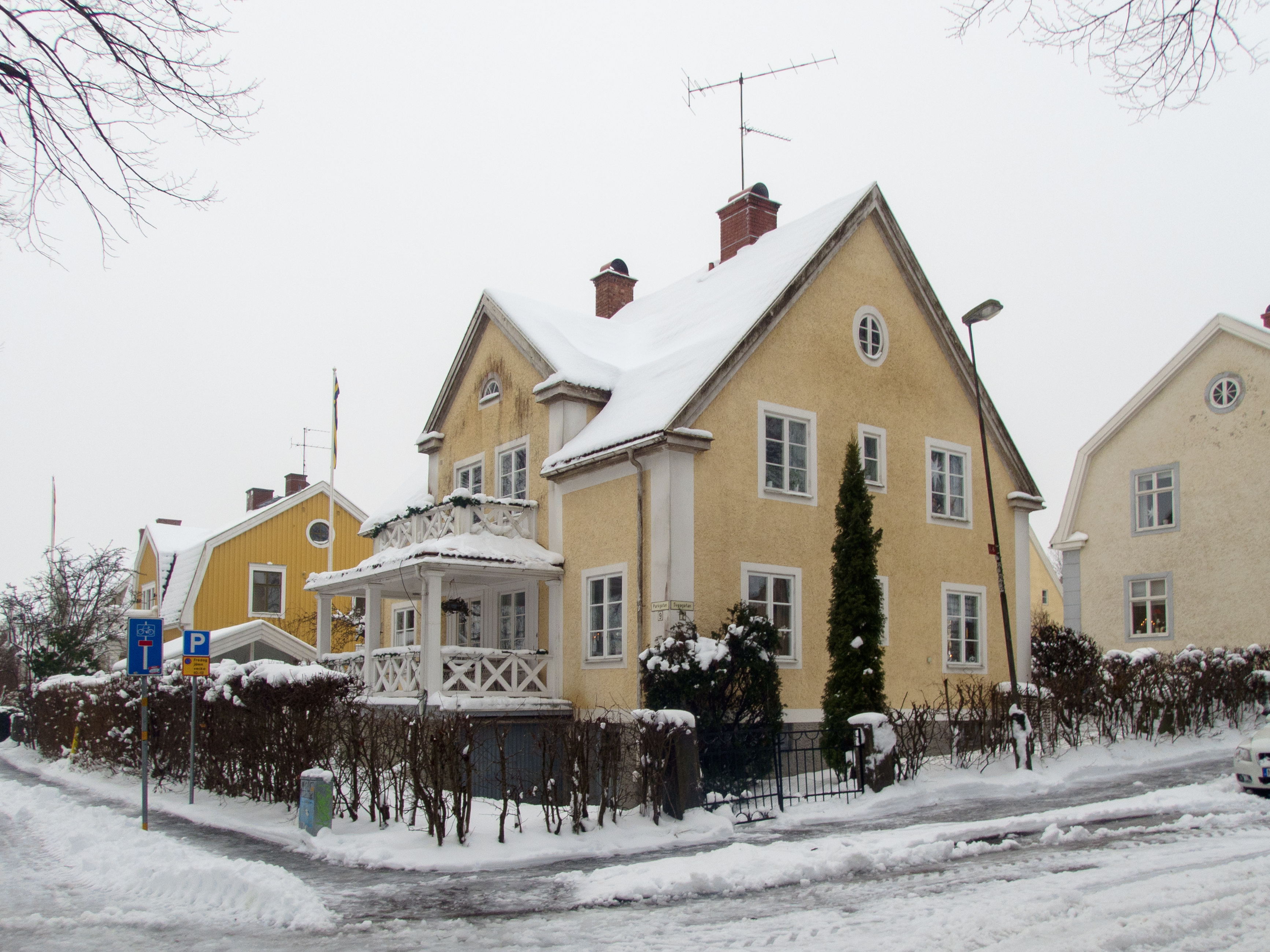
Kärven 7 (1923)
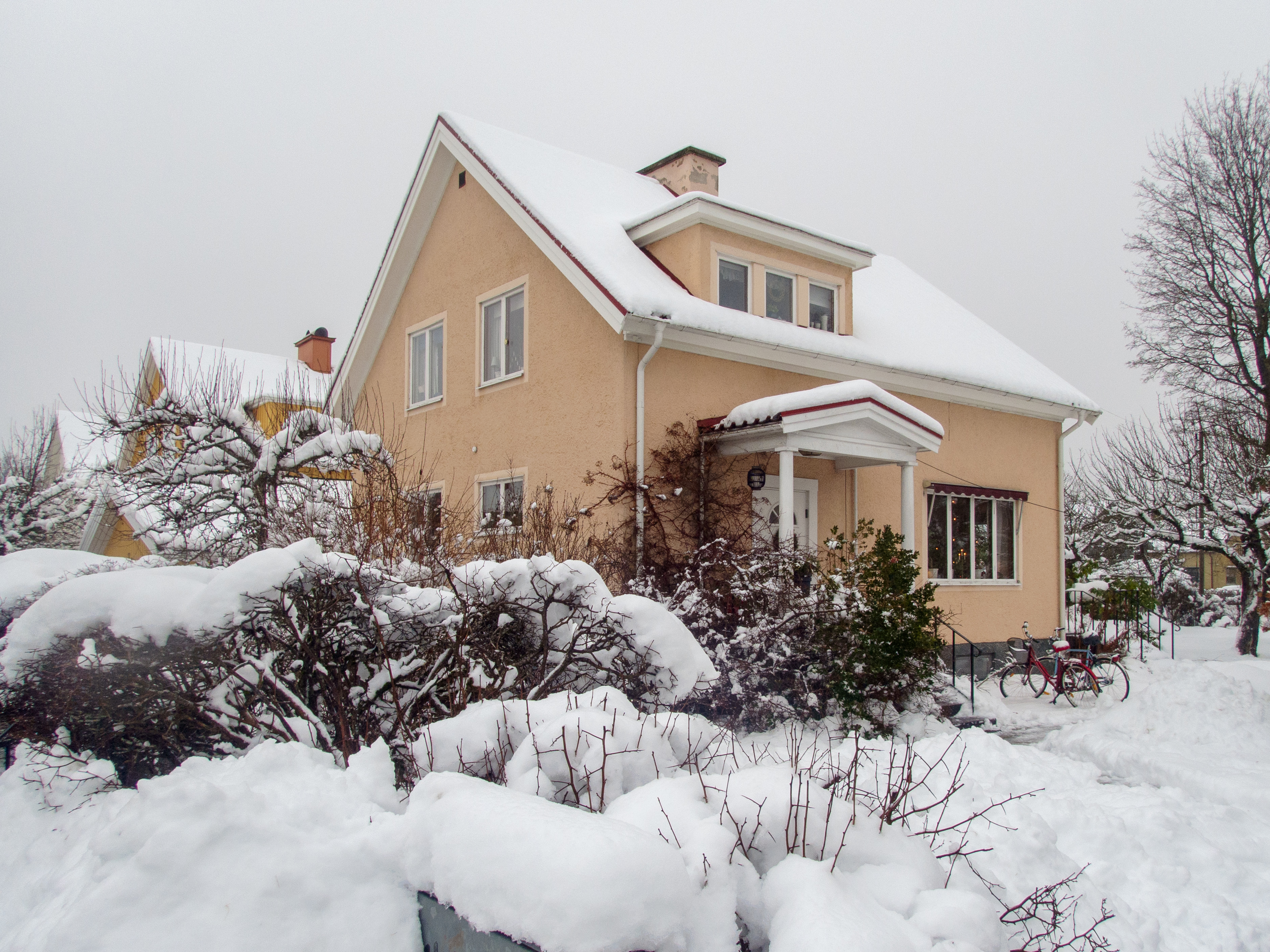
Filaren 4 (1936)
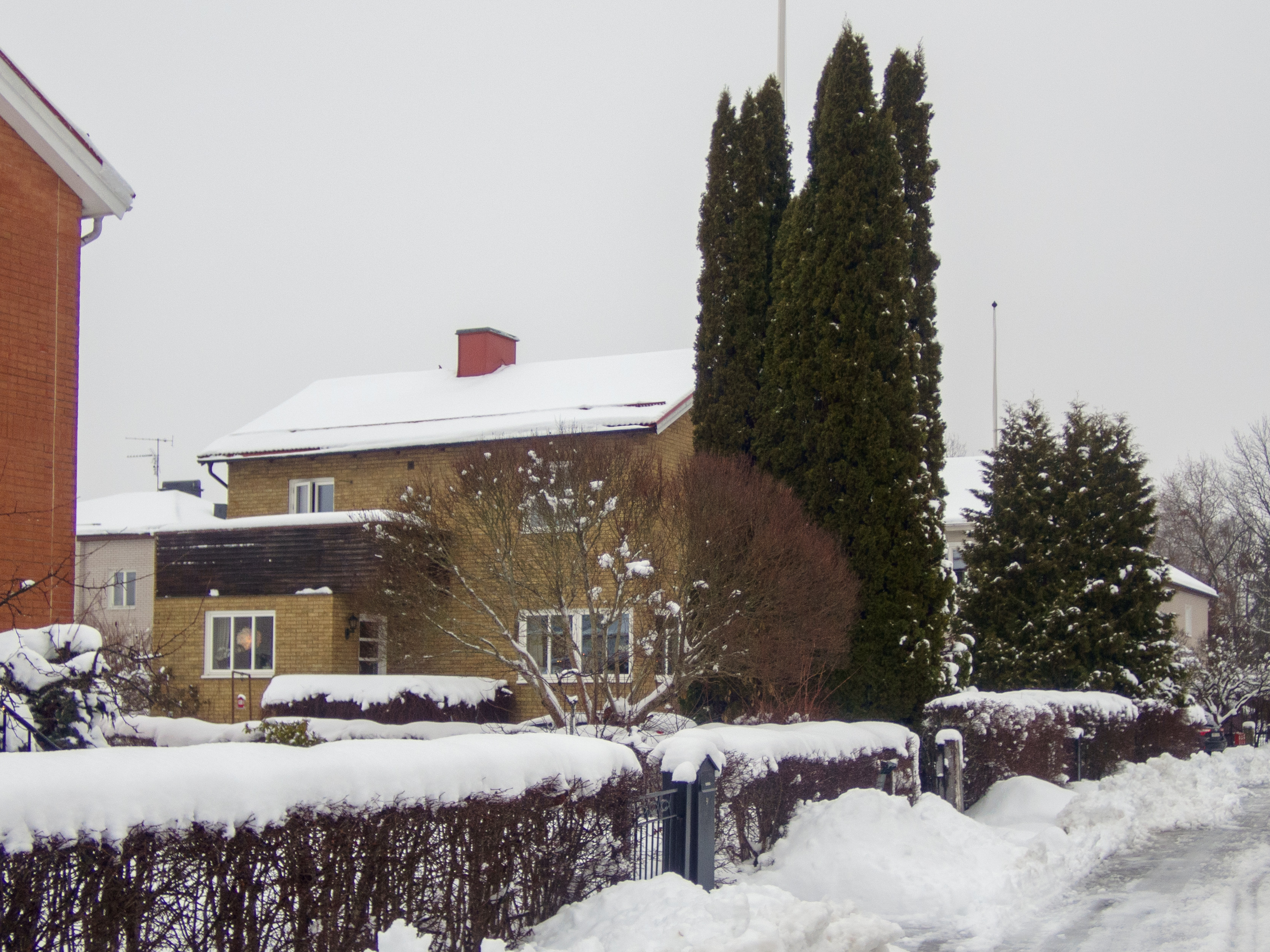
Persus 6 (egna villan)